# Gangapur (Maharashtra)
Gangapur es una ciudad y  municipio situada en el distrito de Aurangabad en el estado de Maharashtra (India). Su población es de 27745 habitantes (2011). Se encuentra a 38 km de Aurangabad.

## Demografía
Según el censo de 2011 la población de Gangapur era de 27745 habitantes, de los cuales 14371 eran hombres y 13374 eran mujeres. Gangapur tiene una tasa media de alfabetización del 81,90%, inferior a la media estatal del 82,34%: la alfabetización masculina es del 88,78%, y la alfabetización femenina del 74,63%.